# Liste des lieux patrimoniaux de Québec

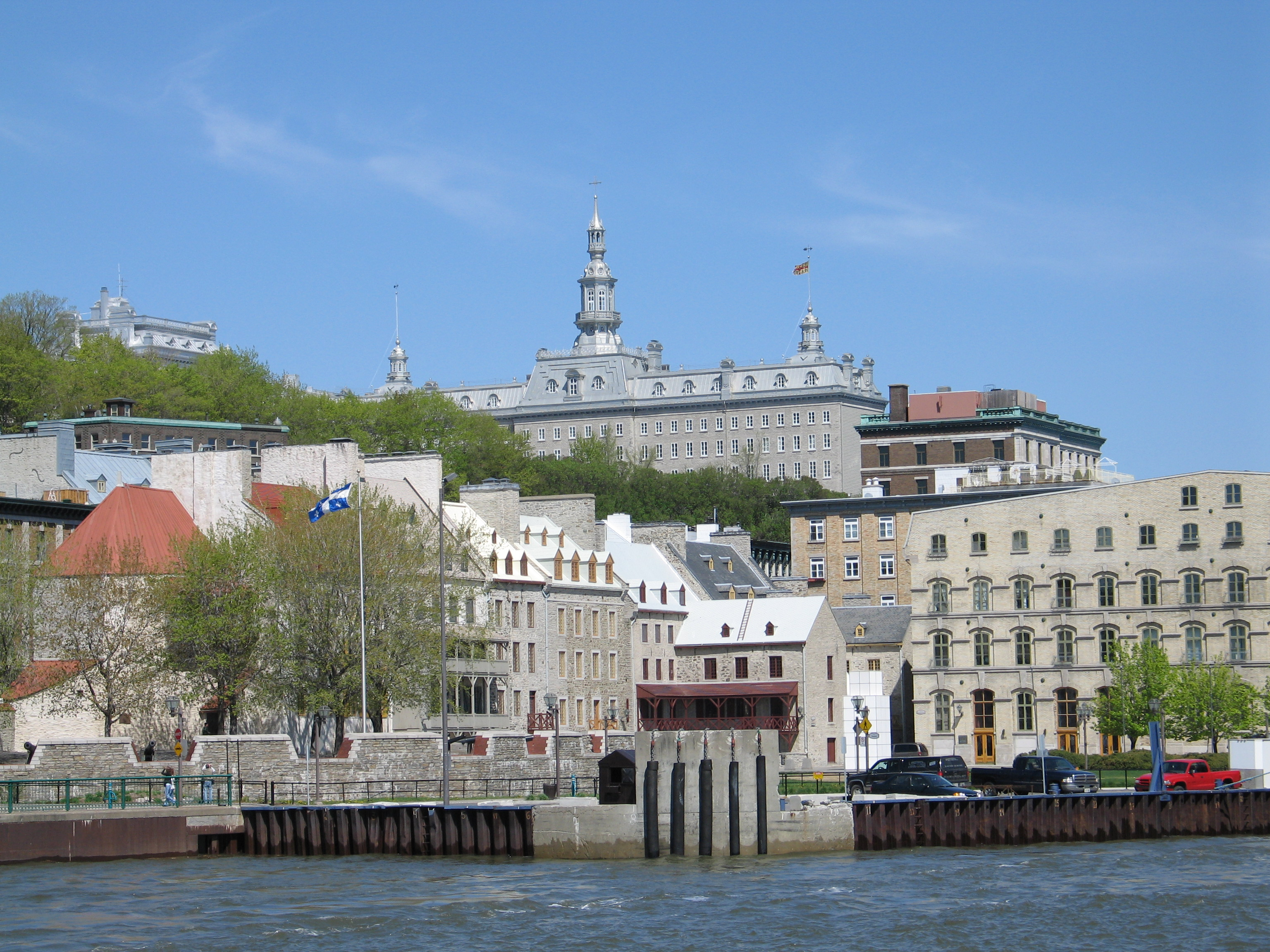
L'arrondissement historique du Vieux-Québec et en Haute-Ville le Grand Séminaire de Québec

Cet article recense les lieux patrimoniaux de Québec inscrit au répertoire des lieux patrimoniaux du Canada, qu'ils soient de niveau provincial, fédéral ou municipal.
Pour le reste de la région, voir Liste des lieux patrimoniaux de la Capitale-Nationale.
Sont inclus dans cette liste — et en sont par ailleurs extraits — les bâtiments de la Citadelle de Québec. 

## Liste des lieux patrimoniaux
- Haut – A
- B
- C
- D
- E
- F
- G
- H
- I
- J
- K
- L
- M
- N
- O
- P
- Q
- R
- S
- T
- U
- V
- W
- X
- Y
- Z
- 0-9

| [ 1 ] | Lieu patrimonial                                                                                           | Illustration                                                                | Adresse                                      | Coordonnées          | No    | Constr.              | Prot.                 | Rec.                             | Notes          |
| ----- | --- | --------------------------------------------------------------------------- | -------------------------------------------- | -------------------- | ----- | -------------------- | --------------------- | -------------------------------- | -------------- |
| M     | 1761, avenue de la Rivière-Jaune                                                                           | Téléverser                                                                  | 1761, avenue de la Rivière-Jaune             | 46.920694 -71.3485   | 5245  |                      | MH cité               | 16 octobre 1989                  |                |
| M     | 20350, boulevard Henri-Bourassa                                                                            | 20350, boulevard Henri-Bourassa                                             | 20350, boulevard Henri-Bourassa              | 46.899667 -71.304556 | 5248  | 1890 (vers)          | MH cité               | 1999                             |                |
| M     | 240, rue de l'Église                                                                                       | Téléverser                                                                  | 863, rue Jacques-Bédard                      | 46.909944 -71.348194 | 5246  |                      | MH cité               | 16 octobre 1989                  |                |
| F     | 57-63, rue Saint-Louis                                                                                     | 57-63, rue Saint-Louis                                                      | 57-63, rue Saint-Louis                       | 46.810931 -71.208481 | 1151  |                      | LNH                   | 8 mai 1969                       | [ 3 ]          |
| M     | 648, boulevard Louis-XIV                                                                                   | 648, boulevard Louis-XIV                                                    | 648, boulevard Louis-XIV                     | 46.858556 -71.27375  | 5249  |                      | MH cité               | 8 août 2000                      |                |
| M     | 696, boulevard Louis-XIV                                                                                   | 696, boulevard Louis-XIV                                                    | 696, boulevard Louis-XIV                     | 46.859167 -71.27375  | 5242  |                      | MH cité               | 8 janvier 1996                   |                |
| M     | 7570, 1re Avenue                                                                                           | 7570, 1re Avenue                                                            | 7570, 1re Avenue                             | 46.8585 -71.267472   | 5244  |                      | MH cité               | 15 mai 1989                      |                |
| M     | 9191, place Hector-Laferté                                                                                 | 9191, place Hector-Laferté                                                  | 9191, place Hector-Laferté                   | 46.894306 -71.298778 | 5243  |                      | MH cité               | 15 mai 1989                      |                |
| M     | 962, carré De Tracy Est                                                                                    | 962, carré De Tracy Est                                                     | 962, carré De Tracy Est                      | 46.884528 -71.248389 | 5247  | 1872                 | MH cité               | 1994                             |                |
| P     | Aile du jardin du Monastère-des-Augustines-de-l'Hôtel-Dieu-de-Québec                                       | Aile du jardin du Monastère-des-Augustines-de-l'Hôtel-Dieu-de-Québec        | 75, rue des Remparts                         | 46.815278 -71.21     | 8614  | 1698                 | IP classé             | 2003                             | [ 4 ]          |
| P     | Aile du noviciat du Monastère-des-Augustines-de-l'Hôtel-Dieu-de-Québec                                     | Aile du jardin du Monastère-des-Augustines-de-l'Hôtel-Dieu-de-Québec        | 75, rue des Remparts                         | 46.815278 -71.21     | 8615  |                      | MH classé             | 13 novembre 2003                 | [ 4 ]          |
| F     | Ancien édifice de la douane de Québec                                                                      | Ancien édifice de la douane de Québec                                       | 101-103, rue Champlain                       | 46.810264 -71.203031 | 13040 |                      | LHN                   | 22 juin 1990                     | ,              |
| P     | Ancien hôpital Jeffery-Hale                                                                                | Ancien hôpital Jeffery-Hale                                                 | 250, boulevard René-Lévesque Est             | 46.806806 -71.222667 | 11998 | 1901                 | MH reconnu            | 1977                             |                |
| F     | Ancien mess no 1                                                                                           | Ancien mess no 1                                                            | 63-63A, rue Saint-Louis                      | 46.810649 -71.208398 | 4796  |                      | ÉFP reconnu           | 10 mai 1990                      | [ 3 ]          |
| P     | Ancien palais de justice de Québec                                                                         | Ancien palais de justice de Québec                                          | 12, rue Saint-Louis                          | 46.812028 -71.206472 | 9636  |                      | MH classé             | 9 juillet 1984                   | ,              |
| F     | Ancienne maison de la douane                                                                               | Ancien édifice de la douane de Québec                                       | 101-103, rue Champlain                       | 46.810264 -71.203031 | 9725  |                      | ÉFP classé            | 12 avril 1990                    | ,              |
| P     | Arrondissement historique de Beauport                                                                      | Arrondissement historique de Beauport                                       |                                              | 46.8588 -71.1902     | 14201 |                      | AH décrété AH décrété | 6 mai 1964 3 juillet 1985        |                |
| P     | Arrondissement historique de Charlesbourg                                                                  | Arrondissement historique de Charlesbourg                                   |                                              | 46.861 -71.2699      | 10936 |                      | AH décrété            | 17 novembre 1965                 |                |
| P     | Arrondissement historique de Sillery                                                                       | Arrondissement historique de Sillery                                        |                                              | 46.7774 -71.246      | 5572  |                      | AH décrété            | 5 février 1964                   |                |
| P     | Arrondissement historique du Vieux-Québec                                                                  | Arrondissement historique du Vieux-Québec                                   |                                              | 46.8127 -71.2102     | 3134  |                      | AH décrété AH décrété | 6 novembre 1963 6 mai 1964       | [ 8 ]          |
| P     | Assemblée nationale du Québec                                                                              | Assemblée nationale du Québec                                               |                                              | 46.809222 -71.213222 | 9381  |                      | SHN                   | 20 juin 1985                     |                |
| P     | Auberge Hugh-Glover                                                                                        | Auberge Hugh-Glover                                                         | 2095, chemin Sainte-Foy                      | 46.789472 -71.268638 | 12034 |                      | MH reconnu MH reconnu | 28 octobre 1986 11 janvier 2011  |                |
| P     | Basilique-cathédrale de Notre-Dame-de-Québec                                                               | Basilique-cathédrale de Notre-Dame-de-Québec                                | rue De Buade                                 | 46.81375 -71.206583  | 14748 |                      | MH classé             | 23 juin 1966                     | ,              |
| F     | Bâtiment 2 - Caserne des militaires - Ancien Magasin d'affût                                               | Bâtiment 2                                                                  | Citadelle de Québec                          | 46.806585 -71.207108 | 10445 | 1840                 | ÉFP reconnu           | 29 juin 1993                     | [ 10 ]         |
| F     | Bâtiment 3 - Casemate                                                                                      | Bâtiment 3                                                                  | Citadelle de Québec                          | 46.807726 -71.208452 | 3650  | 1820 à 1831          | ÉFP classé            | 29 juin 1993                     | [ 10 ]         |
| F     | Bâtiment 6 - Anciennes latrines                                                                            | Téléverser                                                                  | Citadelle de Québec                          | 46.808149 -71.207065 | 10513 | 1829 à 1831          | ÉFP reconnu           | 29 juin 1993                     | [ 10 ]         |
| F     | Bâtiment 7 - Édifice commémoratif - Ancienne tonnellerie                                                   | Bâtiment 7                                                                  | Citadelle de Québec                          | 46.807862 -71.207078 | 3647  | 1842 à 1850          | ÉFP classé            | 29 juin 1993                     | [ 10 ]         |
| F     | Bâtiment 8 - Quartiers des officiers célibataires - Magasin - Ancien Commissariat - Ancien dépôt de vivres | Téléverser                                                                  | Citadelle de Québec                          | 46.80617 -71.206899  | 3645  | 1839                 | ÉFP classé            | 29 juin 1993                     | [ 10 ]         |
| F     | Bâtiment 14 - Ancien magasin                                                                               | Bâtiment 14                                                                 | Citadelle de Québec                          | 46.806862 -71.207679 | 10516 | 1852 à 1857          | ÉFP reconnu           | 29 juin 1993                     | [ 10 ]         |
| F     | Bâtiment 15 - Musée du 22e Régiment - Ancienne poudrière - Musée des Forces canadiennes                    | Bâtiment 15                                                                 | Citadelle de Québec                          | 46.806305 -71.207145 | 3641  | 1750                 | ÉFP classé            | 29 juin 1993                     | [ 10 ]         |
| F     | Bâtiment 16 - Bureau du musée - Ancienne tonnellerie                                                       | Téléverser                                                                  | Citadelle de Québec                          | 46.806439 -71.207261 | 10707 | 1839 à 1857          | ÉFP reconnu           | 29 juin 1993                     | [ 10 ]         |
| F     | Bâtiment 17 - Quartiers des hommes                                                                         | Bâtiment 17                                                                 | Citadelle de Québec                          | 46.807176 -71.208175 | 11657 | 1952                 | ÉFP reconnu           | 29 juin 1993                     | [ 10 ]         |
| F     | Bâtiment 18 - Résidence du commandant et mess des officiers                                                | Bâtiment 18                                                                 | Citadelle de Québec                          | 46.807631 -71.205649 | 3344  | 1831                 | ÉFP classé            | 29 juin 1993                     | [ 10 ]         |
| F     | Bâtiment 20 - Maison Ball - Ancien observatoire et ancienne tour de la boule                               | Bâtiment 20                                                                 | Citadelle de Québec                          | 46.806518 -71.206121 | 3343  | 1850                 | ÉFP classé            | 29 juin 1993                     | [ 10 ]         |
| F     | Bâtiment 21 - Ancien dépôt à charbon - Entrepôt                                                            | Téléverser                                                                  | Citadelle de Québec                          | 46.806954 -71.208245 | 10872 | 1848                 | ÉFP reconnu           | 29 juin 1993                     | [ 10 ]         |
| F     | Bâtiment 22 - Entrepôt - Casemate                                                                          | Téléverser                                                                  | Citadelle de Québec                          | 46.808313 -71.207088 | 3649  | 1820                 | ÉFP classé            | 29 juin 1993                     | [ 10 ]         |
| F     | Bâtiment 24 - Anciens quartiers des gardes                                                                 | Téléverser                                                                  | Citadelle de Québec                          | 46.807302 -71.210206 | 3640  | 1846                 | ÉFP classé            | 29 juin 1993                     | [ 10 ]         |
| F     | Bâtiment 25 - Ancienne caponnière                                                                          | Téléverser                                                                  | Citadelle de Québec                          | 46.807018 -71.210518 | 3635  | 1852                 | ÉFP classé            | 29 juin 1993                     | [ 10 ]         |
| F     | Bâtiment 26                                                                                                | Téléverser                                                                  | Citadelle de Québec                          | 46.80891 -71.208322  | 3636  | 1852                 | ÉFP classé            | 29 juin 1993                     | [ 10 ]         |
| F     | Bâtiment 28 - Résidence du Gouverneur général - Ancienne caserne des officiers                             | Bâtiment 28                                                                 | Citadelle de Québec                          | 46.807793 -71.20552  | 11429 | 1831                 | ÉFP classé            | 29 juin 1993                     | [ 10 ]         |
| F     | Bâtiment 29 - Magasin du bastion est - Ancien poste de pompe                                               | Téléverser                                                                  | Citadelle de Québec                          | 46.808457 -71.20522  | 10911 | 1855                 | ÉFP reconnu           | 29 juin 1993                     | [ 10 ]         |
| F     | Bâtiment 30 - Anciennes latrines - Ancien magasin de poudre pour la batterie                               | Téléverser                                                                  | Citadelle de Québec                          | 46.808496 -71.205311 | 10895 | 1842                 | ÉFP reconnu           | 29 juin 1993                     | [ 10 ]         |
| F     | Bâtiment 32 - Ancien corps de garde défensif                                                               | Téléverser                                                                  | Citadelle de Québec                          | 46.80894 -71.204558  | 10649 | 1832                 | ÉFP reconnu           | 29 juin 1993                     | [ 10 ]         |
| F     | Bâtiment 41 - Ancien magasin de la batterie                                                                | Téléverser                                                                  | Citadelle de Québec                          | 46.806985 -71.208884 | 11147 | 1841 à 1850          | ÉFP reconnu           | 29 juin 1993                     | [ 10 ]         |
| F     | Bâtiment 42 - Ancien magasin de la batterie                                                                | Téléverser                                                                  | Citadelle de Québec                          | 46.808598 -71.207741 | 11148 | 1841 à 1855          | ÉFP reconnu           | 29 juin 1993                     | [ 10 ]         |
| F     | Bâtiment 44 - Ancienne casemate défensive                                                                  | Téléverser                                                                  | Citadelle de Québec                          | 46.805797 -71.207127 | 3651  | 1846                 | ÉFP classé            | 29 juin 1993                     | [ 10 ]         |
| F     | Bâtiment 45 - Ancienne caponière                                                                           | Téléverser                                                                  | Citadelle de Québec                          | 46.805457 -71.207567 | 3638  | 1840                 | ÉFP classé            | 29 juin 1993                     | [ 10 ]         |
| F     | Bâtiment 46 - Ancienne caponière                                                                           | Bâtiment 46                                                                 | Citadelle de Québec                          | 46.805239 -71.2078   | 3639  | 1840                 | ÉFP reconnu           | 29 juin 1993                     | [ 10 ]         |
| F     | Bâtiment no 10                                                                                             | Bâtiment no 10                                                              | Citadelle de Québec                          | 46.808296 -71.205568 | 10169 |                      | ÉFP reconnu           | 29 juin 1993                     | [ 10 ]         |
| F     | Bâtiment no 4 / maison du messager                                                                         | Bâtiment no 4 / maison du messager                                          | 97, rue Saint-Louis                          | 46.8091 -71.2107     | 11209 | 1857                 | ÉFP reconnu           | 1992                             | ,              |
| F     | Bureau de l'administration                                                                                 | Bureau de l'administration                                                  | 390, avenue de Bernières                     | 46.803217 -71.218722 | 10229 |                      | ÉFP reconnu           | 8 juillet 1993                   |                |
| F     | Cartier-Brébeuf                                                                                            | Cartier-Brébeuf                                                             | 175, rue de l'Espinay                        | 46.825281 -71.239639 | 14131 |                      | LHN                   | 3 novembre 1958                  |                |
| F     | Casernes Connaught, bâtiment 1                                                                             | Casernes Connaught, bâtiment 1                                              | Côte de la Citadelle                         | 46.808751 -71.211461 | 10394 |                      | ÉFP reconnu           | 28 juillet 1994                  | [ 12 ]         |
| F     | Casernes Connaught : Bâtiment 2                                                                            | Casernes Connaught : Bâtiment 2                                             | Côte de la Citadelle                         | 46.808762 -71.210933 | 11107 |                      | ÉFP reconnu           | 28 juillet 1994                  | [ 12 ]         |
| F     | Caserne Saint-Louis                                                                                        | Caserne Saint-Louis                                                         | 96, rue D'Auteuil                            | 46.809489 -71.209822 | 9820  | 1856                 | ÉFP reconnu           | 1988                             | ,              |
| F     | Cathédrale anglicane Holy Trinity                                                                          | Cathédrale anglicane Holy Trinity                                           | 31, rue des Jardins                          | 46.812444 -71.20725  | 7323  | 1804                 | LHN                   | 1989                             | ,              |
| F     | Cathédrale catholique Notre-Dame                                                                           | Cathédrale catholique Notre-Dame                                            | 1, côte de la Fabrique                       | 46.81375 -71.206583  | 17441 |                      | LHN                   | 22 juin 1989                     | ,              |
| P     | Cathédrale Holy Trinity                                                                                    | Cathédrale Holy Trinity                                                     | Rue des Jardins                              | 46.812444 -71.20725  | 13336 | 1804                 | IP classé             | 1989                             | [ 3 ] [ 15 ]   |
| F     | Centre de recrutement                                                                                      | Centre de recrutement                                                       | 1048, rue Saint-Jean                         | 46.8134 -71.2121     | 10850 | 1899                 | ÉFP reconnu           | 1992                             | ,              |
| F     | Cercle de la Garnison                                                                                      | Cercle de la Garnison                                                       | 97, rue Saint-Louis                          | 46.809577 -71.210724 | 9707  |                      | ÉFP reconnu           | 21 juillet 1988                  | ,              |
| F     | Cercle de la Garnison de Québec                                                                            | Cercle de la Garnison de Québec                                             | 97, rue Saint-Louis                          | 46.809577 -71.210724 | 4423  |                      | LHN                   | 28 octobre 1999                  | ,              |
| P     | Chapelle des Sœurs-du-Bon-Pasteur                                                                          | Chapelle des Sœurs-du-Bon-Pasteur                                           | Rue De La Chevrotière                        | 46.807278 -71.218194 | 7328  | 1868                 | IP classé             | 1975                             | ,              |
| F     | Chapelle du Bon-Pasteur                                                                                    | Chapelle du Bon-Pasteur                                                     | 1080, rue Lachevrotière                      | 46.807278 -71.218194 | 7558  | 1868                 | LHN                   | 1975                             | [ 21 ]         |
| F     | Chapelle régimentaire, ancienne poudrière, bâtiment 5                                                      | Chapelle régimentaire, ancienne poudrière, bâtiment 5                       | Citadelle de Québec                          | 46.80801 -71.20728   | 3648  |                      | ÉFP classé            | 29 juin 1993                     | [ 10 ]         |
| F     | Château Frontenac                                                                                          | Château Frontenac                                                           | 1, rue des Carrières                         | 46.811942 -71.204933 | 1320  |                      | LHN                   | 15 janvier 1981                  | [ 3 ]          |
| P     | Chœur des religieuses du Monastère-des-Augustines-de-l'Hôtel-Dieu-de-Québec                                | Chœur des religieuses du Monastère-des-Augustines-de-l'Hôtel-Dieu-de-Québec | 32, rue Charlevoix                           | 46.815258 -71.21     | 8987  |                      | MH classé             | 13 novembre 2003                 | [ 4 ]          |
| F     | Cimetière Beth Israël                                                                                      | Cimetière Beth Israël                                                       | Boulevard René-Lévesque Ouest                | 46.784486 -71.259664 | 16204 |                      | LHN                   | 10 juin 1992                     |                |
| F     | Cimetière Mount Hermon                                                                                     | Cimetière Mount Hermon                                                      | 1801, chemin Saint-Louis                     | 46.78085 -71.247197  | 12110 |                      | LHN                   | 8 juin 2007                      | [ 22 ]         |
| F     | Citadelle de Québec                                                                                        | Citadelle de Québec                                                         | Côte de la Citadelle                         | 46.807903 -71.208486 | 9524  |                      | LHN                   | 15 janvier 1981                  | ,              |
| F     | Citadelle de Québec                                                                                        | Citadelle de Québec                                                         | Côte de la Citadelle                         | 46.807903 -71.208486 | 3349  |                      | ÉFP classé            | 29 juin 1993                     | ,              |
| P     | Domaine Cataraqui                                                                                          | Domaine Cataraqui                                                           | 2141, chemin Saint-Louis                     | 46.773111 -71.253194 | 4841  |                      | MH reconnu            | 8 octobre 1975                   | [ 22 ]         |
| P     | École du Cap-Diamant                                                                                       | École du Cap-Diamant                                                        | 477, rue Champlain                           | 46.801972 -71.209722 | 9333  |                      | MH classé             | 1er mai 1967                     | [ 3 ]          |
| P     | École Saint-Charles-de-Hedleyville                                                                         | École Saint-Charles-de-Hedleyville                                          | 699-701, 3e Rue                              | 46.823667 -71.222028 | 8315  | 1863 (vers)          | IP classé             | 1984                             |                |
| F     | Édifice de la Santé et du Bien-être social                                                                 | Édifice de la Santé et du Bien-être social                                  | 330, rue de la Gare-du-Palais                | 46.817727 -71.213272 | 10862 |                      | ÉFP classé            | 27 septembre 1990                |                |
| P     | Édifice du Morrin College                                                                                  | Édifice du Morrin College                                                   | 44, chaussée des Écossais                    | 46.81267 -71.21054   | 7629  | 1811                 | IP classé             | 1981                             | ,              |
| F     | Édifice fédéral                                                                                            | Édifice fédéral                                                             | 130, rue Dalhousie                           | 46.817342 -71.20125  | 10854 |                      | ÉFP classé            | 23 novembre 1989                 | [ 26 ]         |
| F     | Édifice Louis-S.-St-Laurent, ancien bureau de poste                                                        | Édifice Louis-S.-St-Laurent, ancien bureau de poste                         | 3, passage du Chien-d'Or                     | 46.81327 -71.20493   | 14966 |                      | ÉFP classé            | 25 mars 1983                     | [ 3 ]          |
| P     | Église de Notre-Dame-des-Victoires                                                                         | Église Notre-Dame-des-Victoires                                             | Place Royale                                 | 46.813139 -71.202722 | 15066 |                      | MH classé             | 11 juillet 1929                  | ,              |
| P     | Église de Saint-Charles-Borromée                                                                           | Église de Saint-Charles-Borromée                                            | 1er Avenue                                   | 46.861028 -71.269861 | 10525 |                      | MH classé             | 27 août 1959                     | [ 29 ]         |
| P     | Église de Saint-Jean-Baptiste                                                                              | Église de Saint-Jean-Baptiste                                               | Rue Saint-Jean                               | 46.809139 -71.222722 | 14343 |                      | MH classé             | 16 mai 1991                      |                |
| P     | Église des Augustines-de-l'Hôtel-Dieu-de-Québec                                                            | Église des Augustines-de-l'Hôtel-Dieu-de-Québec                             | Rue Charlevoix                               | 46.815083 -71.210333 | 9004  |                      | MH classé             | 6 juillet 1961                   | [ 4 ]          |
| F     | Église Notre-Dame-des-Victoires                                                                            | Église Notre-Dame-des-Victoires                                             | 17, place Royale                             | 46.813139 -71.202722 | 15954 |                      | LHN                   | 24 juin 1988                     | ,              |
| P     | Enclos paroissial Saint-Matthew                                                                            | Enclos paroissial Saint-Matthew                                             | 755, rue Saint-Jean                          | 46.810833 -71.21825  | 8861  |                      | MH classé             | 5 mai 1978                       |                |
| F     | État-major du Royal 22e Régiment, ancien hôpital, bâtiment 1                                               | État-major du Royal 22e Régiment, ancien hôpital, bâtiment 1                | Citadelle de Québec                          | 46.806731 -71.206352 | 3346  |                      | ÉFP classé            | 29 juin 1993                     | [ 10 ]         |
| F     | La Fabrique                                                                                                | La Fabrique                                                                 | 255-295, boulevard Charest Est               | 46.81257 -71.22619   | 18950 | 1871                 | LHN                   | 2011                             |                |
| P     | Façades de la Terrasse-Clapham                                                                             | Façades de la Terrasse-Clapham                                              | 690, Grande Allée Est 1198, rue D'Artigny    | 46.806883 -71.215778 | 8325  | 1832 (vers)          | IP classé IP classé   | 1960 1966                        |                |
| F     | Fonderie du bastion Saint-Jean                                                                             | Fonderie du bastion Saint-Jean                                              |                                              | 46.813373 -71.213518 | 11234 |                      | ÉFP reconnu           | 3 mars 1994                      | [ 12 ]         |
| F     | Fort Charlesbourg Royal                                                                                    | Fort Charlesbourg Royal                                                     |                                              | 46.748153 -71.341589 | 16661 |                      | LHN                   | 25 mai 1923                      |                |
| F     | Fortifications de Québec                                                                                   | Fortifications de Québec                                                    | 97, rue Saint-Louis                          | 46.809972 -71.211608 | 13037 |                      | LHN                   | 21 mai 1948                      | [ 3 ]          |
| F     | Forts et Châteaux Saint-Louis                                                                              | Forts et Châteaux Saint-Louis                                               | 1, rue des Carrières                         | 46.8124 -71.2044     | 13547 |                      | LHN                   | 18 juillet 2002                  | [ 3 ]          |
| F     | Gare maritime Champlain                                                                                    | Gare maritime Champlain                                                     | 901, rue du Cap-Diamant                      | 46.795983 -71.221071 | 10393 | 1959                 | ÉFP reconnu           | 21 janvier 1999                  | démoli en 2012 |
| F     | Hangar à affûts de canon                                                                                   | Hangar à affûts de canon                                                    | Parc de l'Artillerie                         | 46.813447 -71.213154 | 10735 |                      | ÉFP reconnu           | 9 janvier 1992                   | [ 12 ]         |
| F     | Hôtel de ville de Québec                                                                                   | Hôtel de ville de Québec                                                    | 10, rue des Jardins                          | 46.81391 -71.207954  | 7675  |                      | LHN                   | 23 novembre 1984                 | [ 3 ]          |
| F     | Hôtel-Dieu de Québec                                                                                       | Hôtel-Dieu de Québec                                                        | 11, côte du Palais                           | 46.815211 -71.210628 | 10384 |                      | LHN                   | 28 mai 1936                      | [ 3 ]          |
| P     | Maison André-Bouchaud                                                                                      | Maison André-Bouchaud                                                       | 17, rue Couillard 16, rue Saint-Flavien      | 46.81531 -71.20778   | 12450 | 1728                 | MH classé             | 1967                             | [ 3 ]          |
| P     | Maison Anne-Hamilton                                                                                       | Maison Anne-Hamilton                                                        | 129, rue Saint-Paul                          | 46.816333 -71.20525  | 9061  |                      | MH classé             | 21 juin 1965                     | [ 3 ]          |
| P     | Maison Antoine-Vanfelson                                                                                   | Maison Antoine-Vanfelson                                                    | 11-17, rue des Jardins                       | 46.81322 -71.20722   | 1415  | 1780 (vers)          | MH classé             | 1960                             | [ 3 ]          |
| M     | Maison Arthur-Carmichael                                                                                   | 6985, 1re Avenue                                                            | 6985, 1re Avenue                             | 46.855722 -71.264444 | 5253  |                      | MH cité               | 5 janvier 1998                   |                |
| P     | Maison Beaumont-Lefebvre                                                                                   | Maison Beaumont-Lefebvre                                                    | 7865, rue Léo-Lessard                        | 46.850556 -71.286667 | 13479 |                      | MH reconnu            | 12 avril 2007                    |                |
| F     | Maison Bélanger-Girardin                                                                                   | Maison Bélanger-Girardin                                                    | 600, avenue Royale                           | 46.859306 -71.191944 | 7383  |                      | LHN                   | 19 novembre 1982                 | ,              |
| P     | Maison Benjamin-Tremain                                                                                    | Maison Benjamin-Tremain                                                     | 137, rue Saint-Paul                          | 46.816444 -71.205444 | 6914  | 1820                 | MH classé             | 1963                             | [ 3 ]          |
| P     | Maison Chalifour                                                                                           | Téléverser                                                                  | 415, avenue Sainte-Thérèse                   | 46.895417 -71.218861 | 10871 |                      | MH reconnu            | 23 mars 1976                     |                |
| P     | Maison Charles-Marié                                                                                       | Maison Charles-Marié                                                        | 38, rue Sainte-Angèle                        | 46.812833 -71.211583 | 6924  | 1824                 | MH classé             | 1962                             | [ 3 ]          |
| P     | Maison Cornelius-Krieghoff                                                                                 | Maison Cornelius-Krieghoff                                                  | 115, Grande Allée Ouest                      | 46.802 -71.223889    | 6981  |                      | MH classé             | 8 janvier 1975                   | [ 33 ]         |
| P     | Maison Crémazie                                                                                            | Maison Crémazie                                                             | 60, rue Saint-Louis                          | 46.81142 -71.20528   | 9335  | 1831                 | MH classé             | 1961                             | [ 3 ]          |
| P     | Maison des Bédard                                                                                          | Maison des Bédard                                                           | 6541, avenue Monette                         | 46.853028 -71.260111 | 10661 |                      | SH classé SH classé   | 10 janvier 1978 28 juillet 1987  |                |
| P     | Maison des Jésuites-de-Sillery                                                                             | Maison des Jésuites-de-Sillery                                              | 2320, chemin du Foulon                       | 46.768472 -71.257944 | 6877  | 1702 et 1733 (entre) | IP classé             | 1929                             | [ 22 ]         |
| P     | Maison du Fort                                                                                             | Maison du Fort                                                              | 10, rue Sainte-Anne                          | 46.81308 -71.20514   | 6874  | 1810 (vers)          | MH classé             | 1964                             | [ 3 ]          |
| P     | Maison Étienne-Marchand                                                                                    | Maison Étienne-Marchand                                                     | 33, rue des Remparts 1-3, rue Sainte-Famille | 46.815944 -71.206639 | 5284  | 1722                 | MH classé             | 1963                             | [ 3 ]          |
| P     | Maison Félix-Bidégaré                                                                                      | Maison Félix-Bidégaré                                                       | 13, ruelle de l'Ancien-Chantier              | 46.816111 -71.213028 | 7317  | 1843                 | MH classé             | 19 octobre 1965                  | [ 3 ]          |
| P     | Maison François-Durette                                                                                    | Maison François-Durette                                                     | 18, rue Ferland                              | 46.815 -71.206944    | 13352 |                      | MH classé             | 12 décembre 1963                 | [ 3 ]          |
| P     | Maison François-Jacquet-Dit-Langevin                                                                       | Maison François-Jacquet-Dit-Langevin                                        | 34, rue Saint-Louis                          | 46.811667 -71.207083 | 7175  | 1675                 | IP classé             | 1957                             | [ 3 ]          |
| P     | Maison François-Xavier-Garneau                                                                             | Maison François-Xavier-Garneau                                              | 14, rue Saint-Flavien                        | 46.81547 -71.2078    | 8080  | 1864                 | MH classé             | 1966                             | [ 3 ]          |
| P     | Maison George-Larouche                                                                                     | Maison George-Larouche                                                      | 52, rue Saint-Nicolas                        | 46.816333 -71.213417 | 12390 |                      | MH classé             | 19 octobre 1965                  | [ 3 ]          |
| P     | Maison George-William-Usborne                                                                              | Maison George-William-Usborne                                               | 2316, chemin du Foulon                       | 46.768666 -71.257611 | 12930 |                      | MH classé             | 3 mai 1972                       | [ 22 ]         |
| P     | Maison Gervais-Beaudoin                                                                                    | Maison Gervais-Beaudoin                                                     | 54, côte de la Montagne                      | 46.813139 -71.20375  | 9023  |                      | MH classé             | 11 novembre 1964                 | [ 3 ]          |
| P     | Maison Girardin                                                                                            | Maison Girardin                                                             | Avenue Royale                                | 46.859306 -71.191944 | 9076  |                      | MH classé             | 15 septembre 1977                | ,              |
| P     | Maison Goldsworthy                                                                                         | Maison Goldsworthy                                                          | 37, rue Sainte-Ursule                        | 46.81139 -71.2105    | 6863  | 1802 (vers)          | MH classé             | 1960                             | [ 3 ]          |
| M     | Maison Gomin                                                                                               | Maison Gomin                                                                | 2026, boulevard René-Lévesque Ouest          | 46.78731 -71.25992   | 5048  | 1931                 | SP cité               | 2001                             |                |
| P     | Maison Gore                                                                                                | Téléverser                                                                  | 8, avenue des Cascades                       | 46.863917 -71.2045   | 12448 |                      | MH reconnu            | 14 septembre 1979                |                |
| P     | Maison Guillaume-Estèbe                                                                                    | Maison Guillaume-Estèbe                                                     | 92, rue Saint-Pierre                         | 46.81492 -71.20308   | 6925  | 1752 (vers)          | MH classé             | 1960                             | [ 3 ]          |
| P     | Maison Hamel-Bruneau                                                                                       | Maison Hamel-Bruneau                                                        | 2608, chemin Saint-Louis                     | 46.767194 -71.273111 | 8346  | 1857 (vers           | IP classé             | 1978                             |                |
| P     | Maison Henry-Stuart                                                                                        | Maison Henry-Stuart                                                         | 82, Grande Allée Ouest                       | 46.802278 -71.223277 | 9063  |                      | MH classé             | 24 octobre 1988                  | [ 35 ]         |
| F     | Maison Henry-Stuart                                                                                        | Maison Henry-Stuart                                                         | 82, Grande Allée Ouest                       | 46.802278 -71.223277 | 7871  |                      | LHN                   | 28 octobre 1999                  | [ 36 ]         |
| P     | Maison Houde                                                                                               | Maison Houde                                                                | 684, Grande Allée Est                        | 46.806694 -71.215806 | 8324  |                      | MH classé             | 3 juin 1964                      |                |
| P     | Maison James-Black                                                                                         | Maison James-Black                                                          | 15, rue du Fort                              | 46.813222 -71.205389 | 9077  |                      | MH classé             | 11 novembre 1964                 | [ 3 ]          |
| P     | Maison James-Murray                                                                                        | Maison James-Murray                                                         | 1080, rue Saint-Jean                         | 46.813639 -71.211306 | 8103  | 1829                 | MH classé             | 1963                             | [ 3 ]          |
| P     | Maison James-Thompson                                                                                      | Maison James-Thompson                                                       | 4, ruelle des Ursulines                      | 46.811205 -71.209889 | 9021  |                      | MH classé             | 21 février 1961                  | [ 3 ]          |
| P     | Maison Jean-Baptiste-Chevalier                                                                             | Maison Jean-Baptiste-Chevalier                                              | 5, rue du Cul-de-Sac                         | 46.812389 -71.203139 | 8588  |                      | MH classé             | 14 mars 1956                     | [ 3 ]          |
| P     | Maison Jean-Demers                                                                                         | Maison Jean-Demers                                                          | 28, rue Champlain                            | 46.8115 -71.203194   | 7204  |                      | MH classé             | 1er mars 1966                    | [ 3 ]          |
| P     | Maison Jean-Étienne-Jayac                                                                                  | Maison Jean-Étienne-Jayac                                                   | 133, Saint-Paul                              | 46.8165 -71.205278   | 7176  |                      | MH classé             | 21 juin 1965                     | [ 3 ]          |
| P     | Maison Jean-Langevin                                                                                       | Maison Jean-Langevin                                                        | 42, avenue Sainte-Geneviève                  | 46.809778 -71.207583 | 12952 |                      | MH classé             | 2 décembre 1964                  | [ 3 ]          |
| P     | Maison Jean-Renaud                                                                                         | Maison Jean-Renaud                                                          | 18, rue Saint-Pierre                         | 46.813167 -71.202472 | 6695  |                      | MH classé             | 12 août 1964                     | [ 3 ]          |
| P     | Maison Joseph-Canac-Dit-Marquis                                                                            | Maison Joseph-Canac-Dit-Marquis                                             | 64, côte de la Montagne                      | 46.812917 -71.203306 | 13135 |                      | MH classé             | 24 mai 1968                      | [ 3 ]          |
| P     | Maison Joseph-Morrin                                                                                       | Maison Joseph-Morrin                                                        | 14, rue Hébert                               | 46.815611 -71.205528 | 4929  | 1856                 | MH classé             | 1963                             | [ 3 ]          |
| P     | Maison Joseph-Petitclerc                                                                                   | Maison Joseph-Petitclerc                                                    | 22, rue Garneau                              | 46.81475 -71.207806  | 11996 |                      | MH classé             | 20 décembre 1963                 | [ 3 ]          |
| P     | Maison Larchevêque-Lelièvre                                                                                | Maison Larchevêque-Lelièvre                                                 | 50, côte de la Fabrique                      | 46.81444 -71.208333  | 7316  |                      | IP classé             | 11 juin 1963                     | [ 3 ]          |
| P     | Maison Laurent-Dit-Lortie                                                                                  | Maison Laurent-Dit-Lortie                                                   | 3200, chemin Royal                           | 46.85125 -71.210194  | 9337  |                      | MH classé MH classé   | 3 janvier 1957 6 octobre 1965    | [ 37 ]         |
| P     | Maison Letellier                                                                                           | Maison Letellier                                                            | 41, rue des Remparts                         | 46.816028 -71.20725  | 11995 |                      | MH classé MH classé   | 29 avril 1964 23 juin 1966       | [ 3 ]          |
| M     | Maison Lévesque                                                                                            | Téléverser                                                                  | 1300, rue Lévesque                           | 46.881 -71.255028    | 5252  |                      | MH cité               | 16 octobre 1989                  |                |
| P     | Maison Louis-Fornel                                                                                        | Maison Louis-Fornel                                                         | 9-11 1/2, place Royale                       | 46.813139 -71.2025   | 7203  |                      | MH classé             | 29 avril 1964                    | ,              |
| P     | Maison Louis-Joseph-De Montcalm                                                                            | Maison Louis-Joseph-De Montcalm                                             | 45-51, rue des Remparts 2, rue Saint-Flavien | 46.816278 -71.207528 | 8108  | 1730                 | MH classé             | 1973                             | [ 3 ]          |
| F     | Maison Louis-S.-St-Laurent                                                                                 | Maison Louis-S.-St-Laurent                                                  | 201, Grande Allée Est                        | 46.803282 -71.221334 | 10245 |                      | ÉFP reconnu           | 8 février 2001                   |                |
| F     | Maison Loyola / Édifice de l'École nationale                                                               | Maison Loyola / Édifice de l'École nationale                                | 27½-35, rue D'Auteuil                        | 46.812389 -71.212556 | 14223 |                      | LHN                   | 22 juin 1989                     | ,              |
| P     | Maison Madame-De La Peltrie                                                                                | Maison Madame-De La Peltrie                                                 | 12, rue Donnacona                            | 46.812139 -71.207694 | 12397 |                      | MH classé             | 12 août 1964                     | ,              |
| F     | Maison Maillou                                                                                             | Maison Maillou                                                              | 17, rue Saint-Louis                          | 46.811839 -71.206439 | 7638  |                      | LHN                   | 3 novembre 1958                  | ,              |
| F     | Maison Maillou                                                                                             | Maison Maillou                                                              | 17, rue Saint-Louis                          | 46.811839 -71.206439 | 3765  |                      | ÉFP classé            | 13 décembre 1990                 | ,              |
| P     | Maison Maizerets                                                                                           | Maison Maizerets                                                            | 2000, boulevard Montmorency                  | 46.835611 -71.213861 | 14763 |                      | MH classé             | 29 octobre 1974                  | [ 33 ]         |
| P     | Maison Mercier                                                                                             | Maison Mercier                                                              | 113, rue Saint-Paul                          | 46.816388 -71.205028 | 9078  |                      | MH classé             | 25 septembre 1963                | [ 3 ]          |
| P     | Maison Michel-Cureux                                                                                       | Maison Michel-Cureux                                                        | 86, rue Saint-Louis                          | 46.810333 -71.209833 | 10727 |                      | MH classé             | 6 octobre 1965                   | [ 3 ]          |
| F     | Maison Monk                                                                                                | Maison Monk                                                                 | 59-61, rue Saint-Louis                       | 46.810931 -71.208481 | 4795  |                      | ÉFP reconnu           | 10 mai 1990                      | ,              |
| P     | Maison Pageau                                                                                              | Maison Pageau                                                               | 10, rue Saint-Stanislas                      | 46.813944 -71.211917 | 13046 |                      | MH classé             | 14 octobre 1960                  | [ 3 ]          |
| P     | Maison Parent                                                                                              | Téléverser                                                                  | 2240, avenue de Lisieux                      | 46.855139 -71.204361 | 8308  |                      | MH classé             | 27 juillet 1965                  | [ 33 ]         |
| P     | Maison Pierre-Bidégaré                                                                                     | Maison Pierre-Bidégaré                                                      | 20, rue Saint-Flavien                        | 46.81517 -71.20778   | 4312  | 1870 et 1890 (entre) | MH classé             | 1967                             | [ 3 ]          |
| P     | Maison Pierre-Stanislas-et-Elzéar-Bédard                                                                   | Maison Pierre-Stanislas-et-Elzéar-Bédard                                    | 18, rue Mont-Carmel                          | 46.811111 -71.206361 | 12372 | 1779 et 1785 (entre) | MH classé             | 8 septembre 1965                 | [ 3 ]          |
| P     | Maison Rémi-Rinfret-Dit-Malouin                                                                            | Maison Rémi-Rinfret-Dit-Malouin                                             | 1044-1046, rue Saint-Jean                    | 46.812139 -71.2125   | 9022  | 1830                 | MH classé             | 1967                             | [ 3 ]          |
| P     | Maison Robert-Jellard                                                                                      | Maison Robert-Jellard                                                       | 24, rue Sainte-Ursule                        | 46.811806 -71.210722 | 9098  | 1832                 | MH classé             | 1963                             | [ 3 ]          |
| P     | Maison Routhier                                                                                            | Maison Routhier                                                             | 3325, rue Rochambeau                         | 46.76875 -71.319833  | 8587  | 1754 et 1782 (entre) | IP classé             | 1956                             |                |
| P     | Maison Savard                                                                                              | Téléverser                                                                  | 170, rue Giroux                              | 46.847417 -71.353389 | 8175  |                      | MH classé             | 26 mars 1976                     | [ 37 ]         |
| F     | Maison Sewell                                                                                              | Maison Sewell                                                               | 87, rue Saint-Louis                          | 46.80975 -71.210211  | 12800 |                      | LHN                   | 8 mai 1969                       | ,              |
| F     | Maison Sewell                                                                                              | Maison Sewell                                                               | 87, rue Saint-Louis                          | 46.80975 -71.210211  | 11163 |                      | ÉFP reconnu           | 21 juillet 1988                  | ,              |
| P     | Maison Simon-Bédard                                                                                        | Maison Simon-Bédard                                                         | 40, rue Saint-Nicolas                        | 46.816167 -71.213167 | 6913  |                      | MH classé             | 19 octobre 1965                  | [ 3 ]          |
| P     | Maison Tessier-Dit-Laplante                                                                                | Maison Tessier-Dit-Laplante                                                 | 2328, avenue Royale                          | 46.884861 -71.157472 | 6926  |                      | MH classé             | 14 avril 1975                    | ,              |
| F     | Maison Têtu                                                                                                | Maison Têtu                                                                 | 25, avenue Sainte-Genevieve                  | 46.810058 -71.206614 | 7528  |                      | LHN                   | 8 mai 1969                       | [ 3 ]          |
| P     | Maison Thomas-Hunt et écurie Thomas-Fargues                                                                | Maison Thomas-Hunt et écurie Thomas-Fargues                                 | 24, rue Mont-Carmel                          | 46.811028 -71.207083 | 7221  |                      | MH classé MH classé   | 14 octobre 1960 28 juin 1972     | [ 3 ]          |
| F     | Manège de la Grande-Allée                                                                                  | Manège militaire de la Grande-Allée                                         | 805, avenue Wilfrid-Laurier Est              | 46.8063 -71.214      | 3461  |                      | ÉFP classé            | 28 juillet 1987                  | ,              |
| F     | Manège militaire                                                                                           | Manège militaire                                                            | Rue du Manège                                | 46.859509 -71.185387 | 10450 |                      | ÉFP classé            | 19 août 1991                     |                |
| F     | Manège militaire Voltigeurs de Québec                                                                      | Manège militaire Voltigeurs de Québec                                       | 805, avenue Wilfrid-Laurier Est              | 46.8063 -71.214      | 4214  |                      | LHN                   | 16 juin 1986                     | ,              |
| F     | Manège militaire et centre d'entraînement du NCSM Montcalm                                                 | Manège militaire et centre d'entraînement du NCSM Montcalm                  | 835, avenue Wilfrid-Laurier Est              | 46.806985 -71.21281  | 4349  |                      | ÉFP classé            | 5 mars 1992                      |                |
| F     | Mess des sergents / Redoute Jebb, bâtiment 13                                                              | Téléverser                                                                  | Citadelle de Québec                          | 46.808742 -71.206609 | 3646  |                      | ÉFP classé            | 29 juin 1993                     | [ 10 ]         |
| F     | Monastère des Ursulines                                                                                    | Monastère des Ursulines                                                     | 18, rue Donnacona                            | 46.812094 -71.208128 | 9517  |                      | LHN                   | 19 octobre 1972                  | [ 3 ]          |
| F     | Morrin College – ancienne prison de Québec                                                                 | Morrin College – ancienne prison de Québec                                  | 44, chaussée des Écossais                    | 46.81267 -71.21054   | 2197  | 1814                 | LHN                   | 1981                             | ,              |
| P     | Moulin à vent de l'Hôpital-Général-de-Québec                                                               | Moulin à vent de l'Hôpital-Général-de-Québec                                | 350, boulevard Langelier                     | 46.812667 -71.231889 | 10455 |                      | BA reconnu            | 27 janvier 1988                  |                |
| F     | Nouvel édifice de la douane de Québec                                                                      | Nouvel édifice de la douane de Québec                                       | 130, rue Dalhousie                           | 46.817342 -71.20125  | 7641  |                      | LHN                   | 19 octobre 1972                  | [ 49 ]         |
| F     | Palais de justice de Québec                                                                                | Palais de justice de Québec                                                 | 12, rue Saint-Louis                          | 46.812028 -71.206472 | 12547 |                      | LHN                   | 15 janvier 1981                  | ,              |
| F     | Parc Montmorency                                                                                           | Parc Montmorency                                                            | Rue Port-Dauphin                             | 46.813625 -71.204067 | 10404 |                      | LHN                   | 26 octobre 1966                  | [ 3 ]          |
| P     | Pavillon Charles-Baillairgé                                                                                | Pavillon Charles-Baillairgé                                                 | 1, avenue Wolfe-Montcalm                     | 46.8 -71.223778      | 14764 |                      | MH classé             | 19 juin 1997                     |                |
| F     | Pont de Québec                                                                                             | Pont de Québec                                                              | Boulevard Laurier                            | 46.745478 -71.287794 | 13400 |                      | LHN                   | 24 novembre 1995                 |                |
| F     | Poudrière de l'Esplanade                                                                                   | Poudrière de l'Esplanade                                                    | 100, rue Saint-Louis                         | 46.810051 -71.211359 | 10985 | 1807                 | ÉFP reconnu           | 1989                             | [ 12 ]         |
| P     | Presbytère de Notre-Dame-des-Victoires                                                                     | Presbytère de Notre-Dame-des-Victoires                                      | 32, rue Sous-le-Fort                         | 46.813 -71.202639    | 14784 |                      | MH classé             | 25 mars 1963                     | ,              |
| F     | Redoute Dauphine                                                                                           | Redoute Dauphine                                                            | 22A, rue McMahon                             | 46.814493 -71.213062 | 11238 |                      | ÉFP classé            | 3 mars 1994                      | [ 12 ]         |
| F     | Redoute du Cap - Redoute du Cap à Diamants                                                                 | Redoute du Cap                                                              | Citadelle de Québec                          | 46.808644 -71.205171 | 3674  | 1693 à 1694          | ÉFP classé            | 16 mai 1991                      | [ 51 ]         |
| F     | Redoute Jebb - Bâtiment 27                                                                                 | Téléverser                                                                  | Citadelle de Québec                          | 46.808879 -71.205949 | 3643  | 1851                 | ÉFP classé            | 29 juin 1993                     | [ 10 ]         |
| F     | Salle à manger 2 et remise                                                                                 | Salle à manger 2 et remise                                                  | 57-57A, rue Saint-Louis                      | 46.810831 -71.2082   | 4500  |                      | ÉFP reconnu           | 10 mai 1990                      | [ 3 ]          |
| P     | Séminaire de Québec                                                                                        | Séminaire de Québec                                                         | 1, rue des Remparts                          | 46.814 -71.205778    | 7034  |                      | MH classé             | 31 juillet 1968                  | ,              |
| M     | Site du patrimoine de la Côte-des-Érables                                                                  | Site du patrimoine de la Côte-des-Érables                                   |                                              | 46.85175 -71.306528  | 10913 |                      | SP constitué          | 2007                             |                |
| P     | Site historique de la Chute-Montmorency                                                                    | Site historique de la Chute-Montmorency                                     |                                              | 46.890222 -71.144472 | 4112  |                      | SH classé SH classé   | 15 décembre 1994 21 octobre 2004 |                |
| P     | Site historique de la Visitation                                                                           | Site historique de la Visitation                                            | 2825, chemin Sainte-Foy                      | 46.778 -71.304722    | 10535 |                      | SH classé             | 2 octobre 1978                   |                |
| P     | Site historique et archéologique de l'Habitation-Samuel-De Champlain                                       | Site historique et archéologique de l'Habitation-Samuel-De Champlain        | Place Royale                                 | 46.812778 -71.2025   | 13480 |                      | SH classé SA classé   | 27 mars 2008                     | [ 3 ]          |
| P     | Site patrimonial du Monastère-des-Augustines-de-l'Hôtel-Dieu-de-Québec                                     | Site patrimonial du Monastère-des-Augustines-de-l'Hôtel-Dieu-de-Québec      | 32, rue Charlevoix 75, rue des Remparts      | 46.81528 -71.21056   | 8079  |                      | SP classé             | 2003                             | ,              |
| P     | Théâtre Capitole                                                                                           | Théâtre Capitole                                                            | 968, rue Saint-Jean                          | 46.812611 -71.213583 | 7714  |                      | MH classé             | 3 mai 1984                       | [ 3 ]          |
| F     | Théâtre Capitole / l'auditorium de Québec                                                                  | Théâtre Capitole / l'auditorium de Québec                                   | 972, rue Saint-Jean                          | 46.812611 -71.213583 | 7405  |                      | LHN                   | 30 mars 1987                     | [ 3 ]          |
| F     | Tour Martello 1                                                                                            | Tour Martello 1                                                             | Plaines d'Abraham                            | 46.801692 -71.217054 | 3663  |                      | ÉFP classé            | 20 septembre 1990                | [ 54 ]         |
| F     | Tour Martello 2                                                                                            | Tour Martello 2                                                             | Avenue Wilfrid-Laurier                       | 46.803746 -71.219516 | 4338  |                      | ÉFP reconnu           | 20 septembre 1990                | [ 54 ]         |
| F     | Tour Martello 4                                                                                            | Tour Martello 4                                                             | Rue Lavigueur                                | 46.809353 -71.227337 | 4339  | 1812                 | ÉFP reconnu           | 1990                             | [ 54 ]         |
| F     | Tours Martello de Québec                                                                                   | Tours Martello de Québec                                                    | Rue Lavigueur                                | 46.80935 -71.227358  | 7676  |                      | LHN                   | 22 juin 1990                     |                |